# ما ییلی
ما ییلی (انگلیسی: Ma Yili؛ زادهٔ ۲۹ ژوئن ۱۹۷۶) بازیگر اهل چین است. او دانش‌آموختۀ آکادمی تئاتر شانگهای است و در سال ۲۰۱۹ در ردهٔ چهل و دوم ۱۰۰ سلبریتی چینی فوربز قرار گرفت. او در سال ۲۰۱۵ سفیر یونیسف در چین شد.
از فیلم‌ها یا برنامه‌های تلویزیونی که وی در آن نقش داشته است، می‌توان به جنگ سرد و علائم خشم اشاره کرد.